# Texanobathynella sachi
Texanobathynella sachi är en kräftdjursart som beskrevs av Jang-Cheon Cho 1996. Texanobathynella sachi ingår i släktet Texanobathynella och familjen Parabathynellidae. Inga underarter finns listade i Catalogue of Life.